# Ian Harland
Ian Harland (* 19. Dezember 1932; † 27. Dezember 2008) war ein britischer anglikanischer Theologe. Er war von 1989 bis 2000 Bischof von Carlisle in der Church of England.

## Leben

### Familie und Ausbildung
Harland wurde als Sohn von Samuel James Harland und dessen Ehefrau Brenda Gwendolyn Harland in Leicestershire geboren. Sein Vater war dort Landpfarrer; später wurde sein Vater Generalsekretär (General Secretary) der Commonwealth and Continental Church Society. Harland wuchs mit Landwirtschaft und Viehzucht auf und lernte als Junge das Melken. Er besuchte die Dragon School in Oxford und das Haileybury and Imperial Service College in Haileybury in der Grafschaft Hertfordshire, wo er Schülersprecher war. Nach seinem Militärdienst studierte er Rechtswissenschaft (Law) am Peterhouse College der University of Cambridge; dort war er Vorsitzender der Cambridge University Conservative Association. Danach arbeitete er zunächst zwei Jahre als Lehrer an der Sunningdale Preparatory School in der Grafschaft Berkshire.

### Kirchenlaufbahn
Zur Vorbereitung auf das Priesteramt studierte er ab 1958 Theologie am Wycliffe Hall College der Universität Oxford; dort erkannte der Vorsteher und spätere Bischof von Sheffield, John Taylor, Harlands religiöses Potential. 1960 wurde er zum Diakon geweiht; 1961 folgte die Priesterweihe.
Er war nach seiner Priesterweihe zunächst von 1960 bis 1963 Pfarrvikar (Curate) in Melton Mowbray. 1963 wurde er, auf eine Entscheidung John Taylors hin, Pfarrer (Vicar) in Oughtibridge, einem Vorort von Sheffield. Dort blieb Harland bis 1972. Die Pfarrgemeinde am Rande von Sheffield stellte Harland vor große soziale und religiöse Herausforderungen. Harland setzte sich für eine Verbesserungen der sozialen Bedingungen der Gemeindemitglieder ein und organisierte Jugendfreizeiten und Sommercamps. Zunächst politisch der Conservative Party nahestehend, wurde Harland aufgrund der politischen Herausforderungen in dieser Zeit immer mehr zum Anhänger der Labour Party. Von 1969 bis 1973 war er für die Labour Party Ratsmitglied (Councillor) im Wortley Rural District Council.
Er war danach, ebenfalls in der Diözese von Sheffield, Pfarrer (Vicar) an der St Cuthbert Church in Fir Vale mit Zuständigkeit für die All Saints Church in Brightside (1972–1975) und schließlich Pfarrer in Rotherham (1975–1979). Gleichzeitig war er Dekan (Rural Dean) von Ecclesfield. Er unterstützte die Arbeit der Sheffield Industrial Mission, besuchte örtliche Stahlwerke und setzte sich für die Belange der Stahlarbeiter ein.
1979 wurde er Archidiakon (Vorsteher eines Kirchensprengels) von Doncaster (Archdeacon of Doncaster). Von 1979 bis 1982 arbeitete er in seiner Funktion als Archdeacon of Doncaster eng mit dem damaligen Suffraganbischof von Doncaster, Stewart Cross (1928–1989), zusammen. Harland war Vorsitzender (Chairman) des Youth Committee der Diözese und organisierte unter anderem eine Jugendpilgerfahrt auf die Insel Iona. 1984/1985 war er als Schlichter und Vermittler bei einem nationalen Streik der Bergarbeiter in South Yorkshire tätig, der starke Auswirkungen auf die Kohleindustrie in Yorkshire hatte. Harlands Zeit als Pfarrer in South Yorkshire (1963–1985) gehörte zu den prägendsten Erfahrungen seines Lebens, politisch und sozial.

### Wirken als Bischof
1985 wurde Harland von Stewart Cross, mittlerweile Diözesanbischof von Blackburn, Suffraganbischof von Lancaster ernannt, mit dem Titel Bischof von Lancaster. In dieser Zeit übernahm Harland auch die Vertretung des bereits tödlich erkrankten Bischofs Cross. 1989 wurde er, nach dem Tod von Stewart Cross, zum Bischof von Carlisle ernannt. 2000 ging Harland in den Ruhestand. Sein Nachfolger als Bischof von Carlisle wurde Graham Dow (2000–2009).
Ian Harland gehörte dem evangelikalen Flügel der Church of England an. Er befürwortete die Frauenordination und setzte Frauen in kirchlichen Führenämtern ein. In den 1990er Jahren ernannte er erstmals eine Frau zur Direktorin des Diocesan Ordination Training Institute. Zu seinen seelsorgerischen Schwerpunkten gehörte insbesondere die kirchliche Jugendarbeit. Er baute außerdem kirchliche Kontakte zu Gemeinden in Madras, im Norden Argentiniens und in Zululand auf. 1993 brachte Harland einen in seiner Diözese bekanntgewordenen Fall des sexueller Missbrauchs von Kindern nicht zur strafrechtlichen Anzeige, sondern entschied sich lediglich für eine Versetzung des Priesters.
1996 war Harland Vorsitzender der Kommission der Generalsynode der Church of England, die den Leitfaden Youth a Part: Young People and the Church, der Grundlagen und Leitlinien für die kirchliche Jugendarbeit festsetzte. Harland war als Verantwortlicher für die Agenda entscheidend an der kirchlichen Initiative The Decade of Evangelism beteiligt, die 1988 bei der Lambeth-Konferenz verabschiedet wurde.
Harland hatte außerdem zahlreiche weitere kirchliche Ämter inne. 1975 wurde er Mitglied der Generalsynode der Church of England. 1982 legte er einen Bericht zur kirchlichen Jugendarbeit mit dem Titel Towards a Policy for Work With Young People vor. Er war, als Mitglied des House of Bishops, Stellvertretender Vorsitzender (Vice-Chairman) des Church Commissioners Pastoral Committee. Er war auch Mitglied des Diözesan-Ausschusses (Dioceses Commission).
Nach seinem Ruhestand zog er 2000 nach Gargrave in der Nähe von Skipton, North Yorkshire. Er wurde Ehrenamtlicher Assistenz-Bischof (Honorary Assistant Bishop) der Diözese von Bradford und in der Diözese von Europa. Er war bis zu seinem Tode 2008 aktiver Treuhänder (Trustee) des Settle and Carlisle Railway Trust. Intensiv setzte er sich für die Gründung der University of Cumbria ein.

## Mitgliedschaft im House of Lords
Harland war von 1996 bis zu seinem Ruhestand 2000 als Geistlicher Lord Mitglied des House of Lords. Seine Antrittsrede hielt er am 1. Mai 1996. Im Hansard sind Wortbeiträge Harlands aus den Jahren von 1996 bis 1999 dokumentiert; das Ende seiner Mitgliedschaft wird im Hansard auf den 31. Mai 2000 festgesetzt.
Im House of Lords sprach er schwerpunktmäßig zu Fragen der Landwirtschaft und ländlichen Angelegenheiten, aber auch zur Fuchsjagd. Er war Befürworter von Parforcejagden und im House of Lords Mitglied der Fuchsjagden unterstützenden Middle Way Group.

## Privates
1967 heiratete Harland seine Ehefrau Susan Hinman. Aus der Ehe gingen vier Kinder hervor, ein Sohn und drei Töchter. In seiner Bischofsresidenz Rose Castle betrieb Harland eine kleine Schafzucht.